# Gerrit van Diesen
Gerrit van Diesen (21 mei 1826 - 5 april 1916) was een Nederlands civiel ingenieur die een belangrijke bijdrage heeft geleverd aan de bouw van het Nederlands spoorwegnet in de tweede helft van de 19e eeuw.

## Levensloop
Van Diesen was de zoon van Gerrit van Diesen, ambtenaar, en Cornelie Crespin. Van Diesen volgde van 1844 tot 1848 de opleiding tot civiel ingenieur aan de Koninklijke Academie te Delft (nu Technische Universiteit Delft).
Hij begon zijn carrière in rijksdienst als opzichter over de straatweg tussen Den Haag en Hillegom. Vervolgens werkte hij aan het opmeten van de rivieren Waal en Merwede, en aan de aanleg van telegraaflijnen.
In 1858 kreeg hij de opdracht de overbrugging van de grote rivieren te bestuderen, waarvoor ongekend lange bruggen nodig waren. In 1860 werd hij belast met de aanleg van de spoorlijn Utrecht - Boxtel. Van Diesen maakte reizen naar Duitsland om de daar gebouwde spoorwegbruggen te bestuderen.

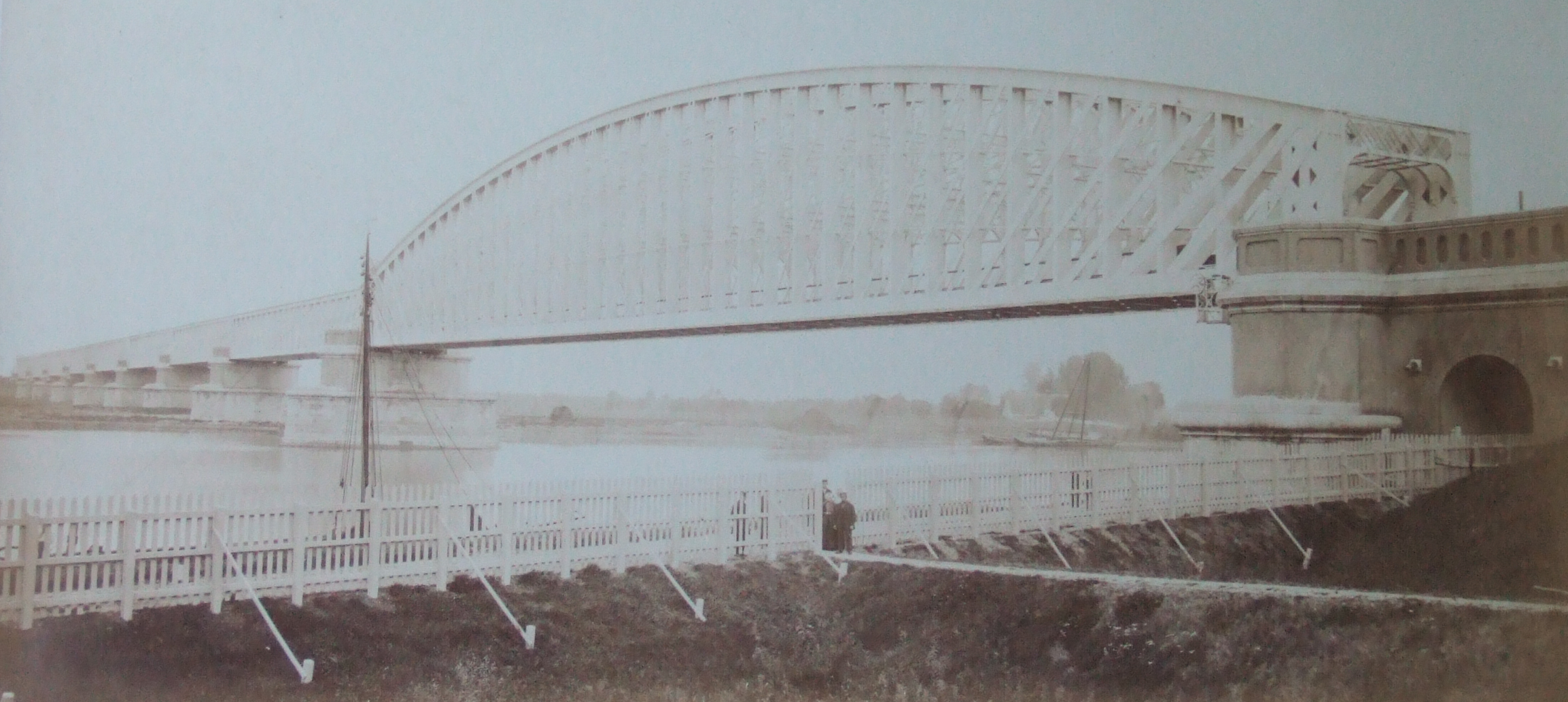
Spoorbrug bij Kuilenburg, 1868.

Voor de overbrugging van de Lek ontwierp hij de Kuilenburgse spoorbrug, een vakwerkbrug van 665 lengte, waarbij het zomerbed van de rivier in één keer overspannen werd. Deze overspanning was destijds met een lengte van 157 meter veruit de langste in Europa (de Britannia Bridge had een langste overspanning van 140 meter).
In 1874 werd Van Diesen hoofdingenieur in de provincie Zeeland waar hij zich bezighield met de zeeweringen en de havenwerken van Vlissingen. In 1881 werd hij overgeplaatst naar het district van de Maas en de Merwede en vanaf 1886 kreeg hij het beheer over alle Nederlandse rivieren. Zijn voornaamste werkzaamheden daar waren de verbeteringen van de Maas, de Waal, de beide Merwedes, de Dordtse Kil en het Mallegat. In 1888 werd hij benoemd tot inspecteur van de Waterstaat, en in 1892 tot hoofdinspecteur.
Van Diesen was lid van diverse overheidscommissies, zoals de Rijkscommissie voor Graadmeting en Waterpassing en de Internationale Rijnvaart Commissie. In 1866 werd hij toegelaten als lid van de Akademie van Wetenschappen, en hield er vele voordrachten over waterstaatkundige onderwerpen. Ook in het Koninklijk Instituut van Ingenieurs, waarvan hij sinds 1849 als lid en sinds 1906 als erelid deel uitmaakte, was hij actief. In het buitenland werden zijn verdiensten onder andere erkend door de toekenning van de gouden medaille van de wereldtentoonstelling van 1873 in Wenen voor de brug bij Kuilenburg (Culemborg). In 1907 ontving hij een eredoctoraat van de Technische Hogeschool in Delft.

### Personalia
Van Diesen was in 1867 getrouwd met Bertha Sandt van Nooten. Uit dit huwelijk werden twee dochters geboren.

## Publicaties
- G.van Diesen en J.L. Schneitter, 'Mededeeling van theoriën en beschouwingen over den bouw van ijzeren spoorwegbruggen', in Verhandelingen van het Koninklijk Instituut van Ingenieurs 1860-1861, 59-146.
- G.van Diesen, J.D. Evers, J. Rouppe van der Voort en J.M. Giesbers, 'Beschrijving van de brug over de Lek te Kuilenburg', in Tijdschrift van het Koninklijke Instituut van Ingenieurs 1871-1872, 83-104, 167-236, 237-303, 331-358.
- G. van Diesen, 'Lokale spoorwegen' De Gids 36 (1872) III, 109-132.

LIteratuur over Van Diesen
- A.J. Veenendaal jr., "Diesen, Gerrit van (1826-1916)," in Biografisch Woordenboek van Nederland. Den Haag 1979.
- (21 mei 1906). Van Diesen als waterstaatsingenieur. De Ingenieur  jrg 21 (20) speciale uitgave n.a.v. 80e verjaardag van Van Diesen